# (6236) Mallard
(6236) Mallard ist ein Asteroid des Hauptgürtels, der am 29. November 1988 von Astronomen des Nihondaira-Observatoriums (IAU-Code 385) in der Präfektur Shizuoka auf der Insel Honshū in Japan entdeckt wurde.
Der Asteroid gehört zur Themis-Familie, einer Gruppe von Asteroiden, die nach (24) Themis benannt wurde.
Der Himmelskörper wurde am 23. November 1999 nach der Mallard benannt, einer Schnellzugdampflokomotive der britischen London and North Eastern Railway (LNER), mit der am 3. Juli 1938 eine Geschwindigkeit von 201,2 km/h gemessen wurde, die bis heute als offizieller Geschwindigkeitsweltrekord für Dampflokomotiven gilt.